# Авинель, Седрик
Седри́к Микаэ́ль Авине́ль (фр. Cédric Avinel; род. 11 сентября 1986, XIV округ Парижа) — французский футболист гваделупского происхождения, защитник. Выступал за национальную сборную Гваделупы.

## Клубная карьера
Авинель начал карьеру в клубе «Кретей». За клуб сыграл один матч. В январе 2007 года подписал восьмимесячный контракт с английским «Уотфордом». Дебютировал 5 мая 2007 года в матче против «Рединга» в стадионе «Мадейски», где сыграл первый тайм, после был заменён на Эдриана Мариаппу. Сыграл два матча в Кубке Футбольной лиги в сезоне 2007/08.
14 сентября 2007 года Авинель был арендован в «Стаффорд Рейнджерс» на один месяц. Сыграл за клуб 8 матчей.
В январе 2009 года Авинель подписал контракт с французским «Геньоном». Сыграл за клуб 40 матчей и забил один мяч. Покинул клуб летом 2010 года.
18 мая 2010 года Авинель перешёл в «Канн». Дебютировал в клубе 7 августа 2010 года в матче против «Байонны». Сыграл за клуб 24 матча.
26 мая 2011 года Авинель подписал трёхлетний контракт с «Клермоном». Дебютировал в клубе 5 августа 2011 года в матче против «Генгам». В 2014 году продлил свой контракт до 2017 года.
В мае 2017 года Авинель, ставший свободным агентом, заключил контракт с клубом «Аяччо».

## Международная карьера
4 декабря 2008 года Авинель дебютировал за национальную сборную Гваделупы в матче Карибского кубка против сборной Кубы. Гваделупа проиграла эту встречу со счётом 1:2.